# Bão Hagibis (2019)
Bão Hagibis là một siêu bão cuồng phong cấp 5 xuất hiện ở phía Tây Thái Bình Dương. Nó là áp thấp thứ 38, cơn bão cuồng phong thứ 9, và là siêu bão cuồng phong thứ ba trong Mùa bão Tây Bắc Thái Bình Dương 2019. Hagibis khởi đầu từ một dải mây dông trên biển từ phía đông đảo Wake vào ngày 4 tháng 10, và rồi sau đó nó mạnh lên thành bão nhiệt đới vào ngày hôm sau, trải qua quá trình bùng nổ, vận tốc gió đỉnh điểm đạt 160 kn (300 km/h; 180 mph) khi đến gần Guam và Quần đảo Mariana.
Bão Hagibis gây ra những thiệt hại nghiêm trọng tại Quần đảo Mariana và Nhật Bản. Một trận động đất mạnh 5,7 độ Richter làm rung chuyển bờ biển tỉnh Chiba sau khi bão đã vào đất liền khoảng nửa giờ đã làm tình hình càng trở nên trầm trọng. Một cơn lốc xoáy đã quét qua khu vực  thành phố Ichihara thuộc tỉnh Chiba. Tính đến ngày 13 tháng 10, đã có 35 người chết và 17 người mất tích tại Nhật Bản.

## Cấp bão
Cấp bão (Nhật Bản): 105kts - Áp suất tối thiểu 915 hPa (mBar).
Cấp bão (Hoa Kỳ): 160kts - Siêu bão cuồng phong cấp 5.

## Lịch sử khí tượng

Hagibis đổ bộ lên Nhật Bản

Vào ngày 4 tháng 10, một vùng áp thấp đã hình thành gần đảo Wake. Trung tâm Cảnh báo Bão Liên hợp (JTWC) đã phát đi tín hiệu cảnh báo rằng vùng thấp 20W có khả năng mạnh lên thành bão trong 24 giờ tiếp theo. Sang ngày hôm sau, JMA đã bắt đầu theo dõi và dự báo cho áp thấp nhiệt đới. Đến ngày 6 tháng 10, JMA gán tên cho cơn bão là Hagibis. Hagibis đã trải qua quá trình bùng nổ cường độ một cách rất dữ dội, từ khi là một con bão nhiệt đới vào 6/10, bão tăng cường sức gió 140 km/h chỉ trong vòng 18 giờ, trở thành một siêu bão cấp 5 trên thang bão Saffir-Simpson. Đây được xem là lần bùng nổ kỷ lục nhất của một xoáy thuận nhiệt đới trên Trái Đất, kể từ siêu bão Yates năm 1996. Cơn bão sau đó đã đổi hướng qua hướng Tây Bắc, vượt qua quần đảo Mariana lúc 15:30 UTC ngày 7 tháng 10 trong khi đang  đạt cường độ mạnh nhất với sức gió tối đa 10 phút là 195 km/h, áp suất thấp nhất 915 hPa (27.02 inHg), sức gió 1 phút là 295 km/h (185 dặm/h).
Đến sáng ngày 8 tháng 10, Hagibis suy yếu đi một chút xuống thành siêu bão cấp 4 và trải qua chu kỳ thay thế mắt bão (Eyewall replacement cycle) thành công, mắt bão được củng cố và đạt cấp siêu bão cấp 5 trở lại với sức gió 1 phút là 280 km/h (175 dặm/h) vào sáng ngày 9 tháng 10. Hagibis di chuyển dần lên phía bắc và bị suy yếu do sự giảm dần các điều kiện thuận lợi cho bão hoạt động.
Khoảng 09:00 UTC (6 giờ tối địa phương) ngày 12 tháng 10, Hagibis đổ bộ trực tiếp lên bán đảo Izu, Honshu với sức gió 10 phút mạnh nhất là 150 km/h và áp suất tối thiểu 950 hPa.

## Công tác chuẩn bị

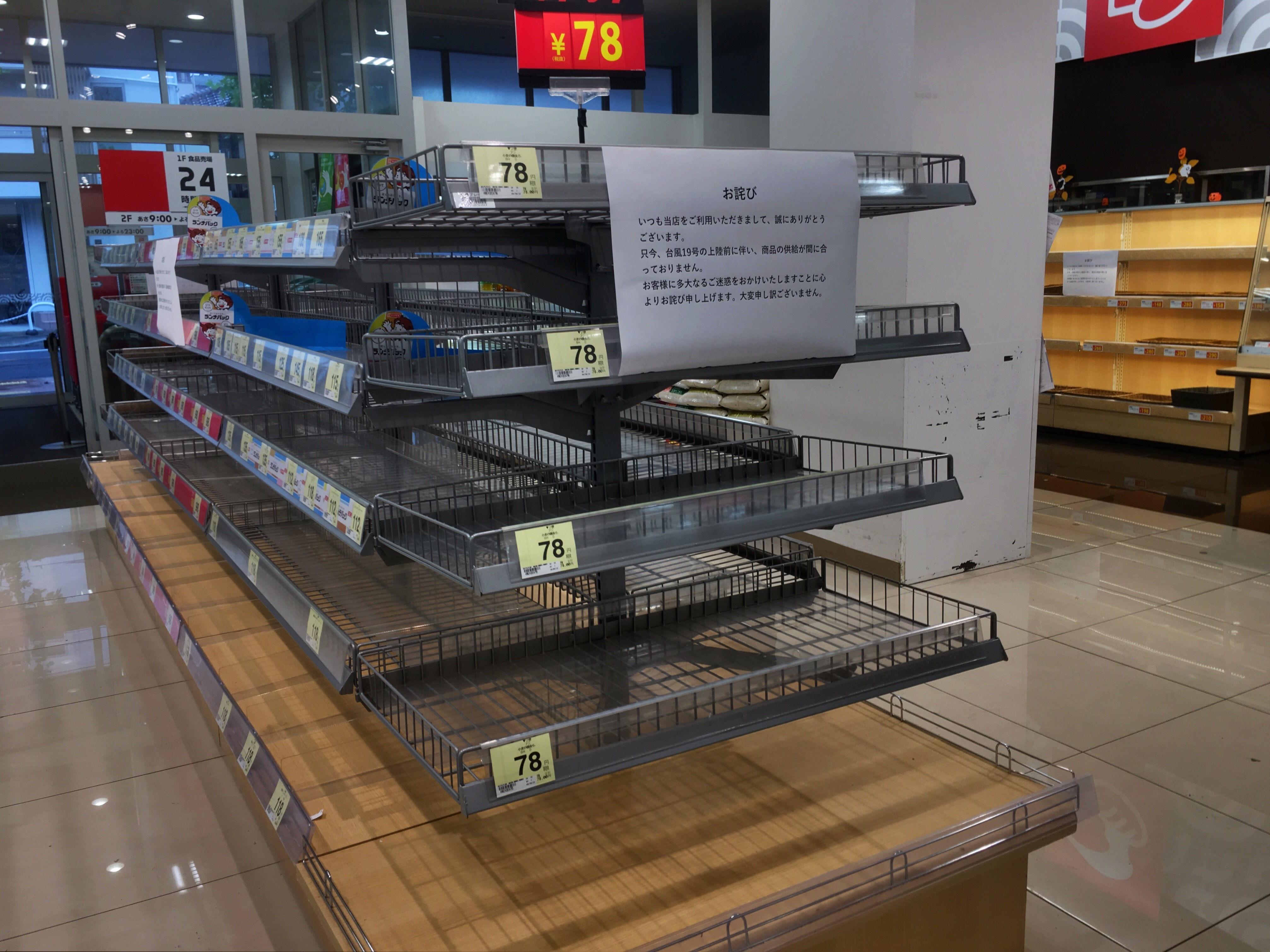
Các kệ bán hàng rỗng tại Tokyo do người dân mua hàng dữ trữ chuẩn bị cho cơn bão Hagibis.

### Quần đảo Mariana
Các lệnh di tản cho đảo Guam và Quần đảo Mariana được thực hiện vào ngày 7 tháng 10. Tổng thống Mỹ Donald Trump đã phê chuẩn tuyên bố khẩn cấp cho những hòn đảo này trước Hagibis. Các đảo Saipan, Tinian, Alamagan và Pagan đã được đưa ra cảnh báo bão.

### Nhật Bản
Các khu vực tại phía đông, tây và bắc Nhật Bản được cảnh báo sẽ hứng chịu ảnh hưởng bởi gió mạnh và mưa lớn, có khả năng cao gây ra lũ lụt và lở đất. Cơn bão được mô tả là "mạnh và tồi tệ nhất trong hơn một thập kỷ" tại miền Đông Nhật Bản, buộc chính phủ phải ban hành các tình trạng khẩn cấp về gió mạnh, lũ ống, lũ quét nguy hiểm và ngập lụt diện rộng cho các tỉnh thuộc vùng Kantō bao gồm Shizuoka, Nagano, Kanagawa, Saitama, Gunma, Tokyo và Yamanashi. Toàn bộ các hệ thống đường sắt, đường hàng không Nhật Bản đều phải tuyên bố tạm ngưng hoạt động.

## Tác động

### Guam và Quần đảo Mariana
Quần đảo Mariana chỉ bị bão Hagibis chạy lướt qua. Quyền Thống đốc Arnold Palacios bắt đầu đưa ra các tín hiệu "rõ ràng" dựa trên thông tin từ Dịch vụ thời tiết quốc gia và Trung tâm điều hành khẩn cấp CNMI. Các cộng đồng đã được dọn dẹp các mảnh vỡ và tất cả các trung tâm sơ tán hiện đang đóng cửa. Hầu hết các tiện ích đã được khôi phục và các doanh nghiệp đã mở cửa trở lại.

### Nhật Bản

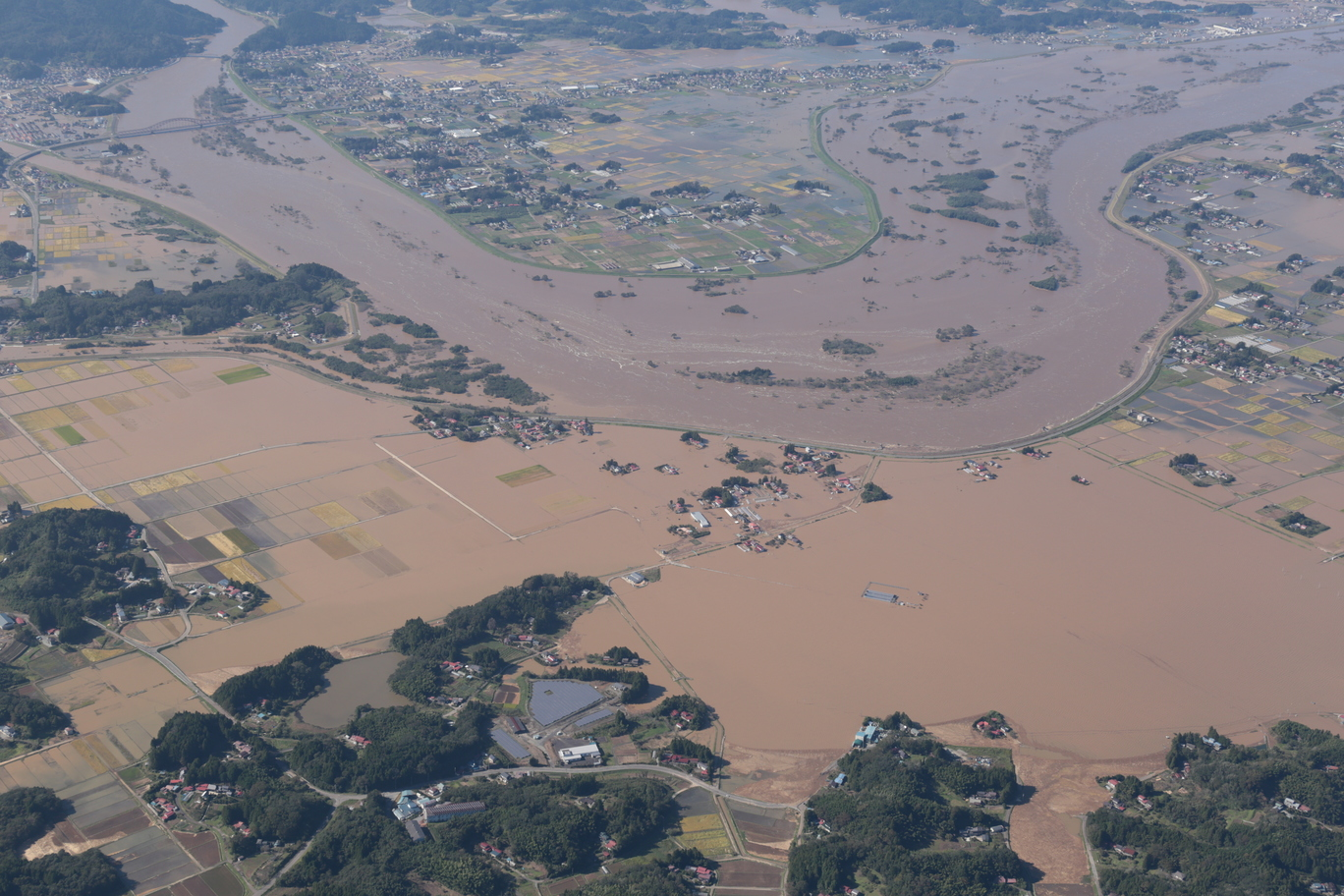
Sông Abukuma thuộc địa phận Thị trấn Marumori, Miyagi nhìn từ trên cao

Bão đã giết chết khoảng 74 người và làm bị thương 204 người khác. Theo nguồn tin của phe đối lập và các tổ chức phi chính phủ cho rằng chính quyền đã giấu nhẹm số người thương vong, con số người thiệt mạng chính thức do bão thực tế có thể cao hơn nhiều. Ít nhất 15 người được xác nhận là mất tích. Hơn 270.000 gia đình bị mất điện trên khắp Nhật Bản. Bão gây lở đê sông và sạt lở ở 40 địa điểm và 32 con sông trên khu vực các tỉnh bão quét qua bao gồm Fukushima, Miyagi, Ibaraki, Tochigi, Saitama, Niigata và Nagano, có nơi nước lũ ngập sâu tới 5 mét, cô lập, chia cắt các khu vực hạ lưu, thung lũng. Chính quyền đã phải huy động tới 110.000 binh sĩ tham gia công tác cứu hộ, khắc phục hậu quả sau bão. Khoảng 2.667 bao chứa chất thải nguy hại thu dọn của sự cố rò rỉ phóng xạ tại Fukushima hồi năm 2011 đã bị nước lũ cuốn trôi, khiến chính quyền phải ra cảnh báo nguy hiểm về thảm họa môi trường. Một con tàu của Panama chở 9 thủy thủ đã bị chìm trên vịnh Tokyo vào tối chủ nhật, bao gồm 5 người Trung Quốc đã thiệt mạng, 3 người còn lại đang bị mất tích có quốc tịch Việt Nam, Myanmar và Trung Quốc.

#### Hình ảnh khi bão đạt cường độ cực đại lần 1 và lần 2

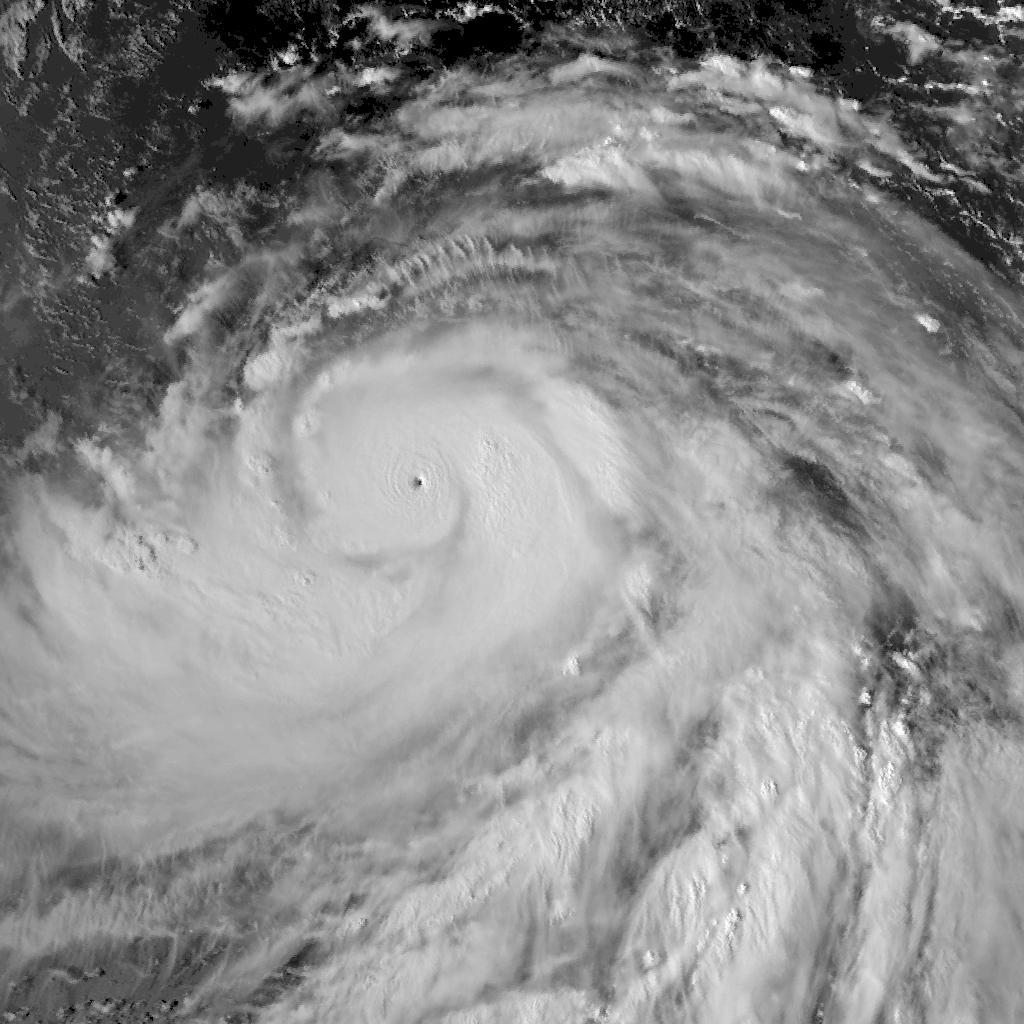
Hagibis khi vừa đạt đỉnh lần 1 vào rạng sáng ngày 7 tháng 10 với sức gió lên tới 260 km/h.

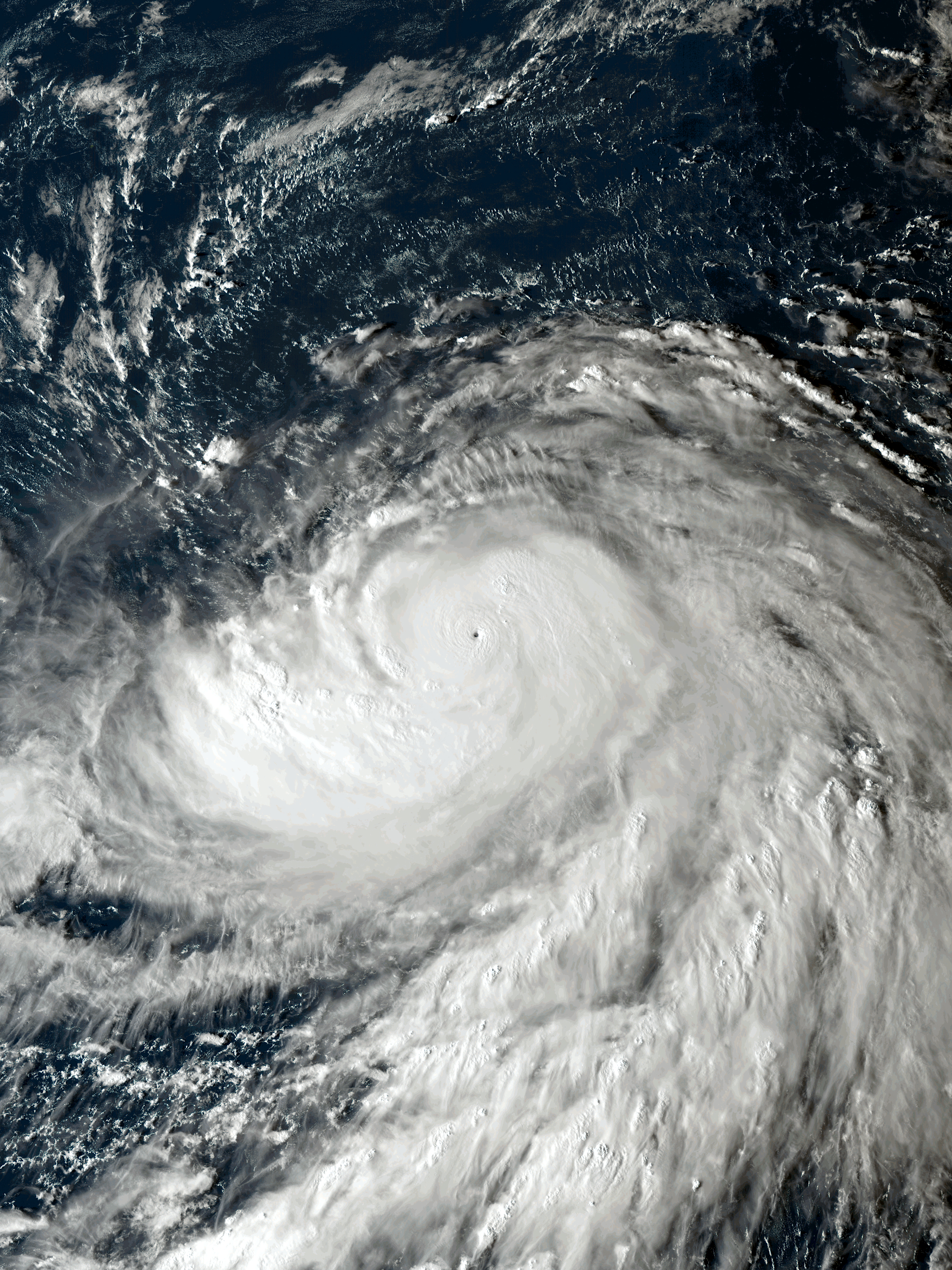
Hagibis sau khi đạt đỉnh lần một vào sáng 7/10

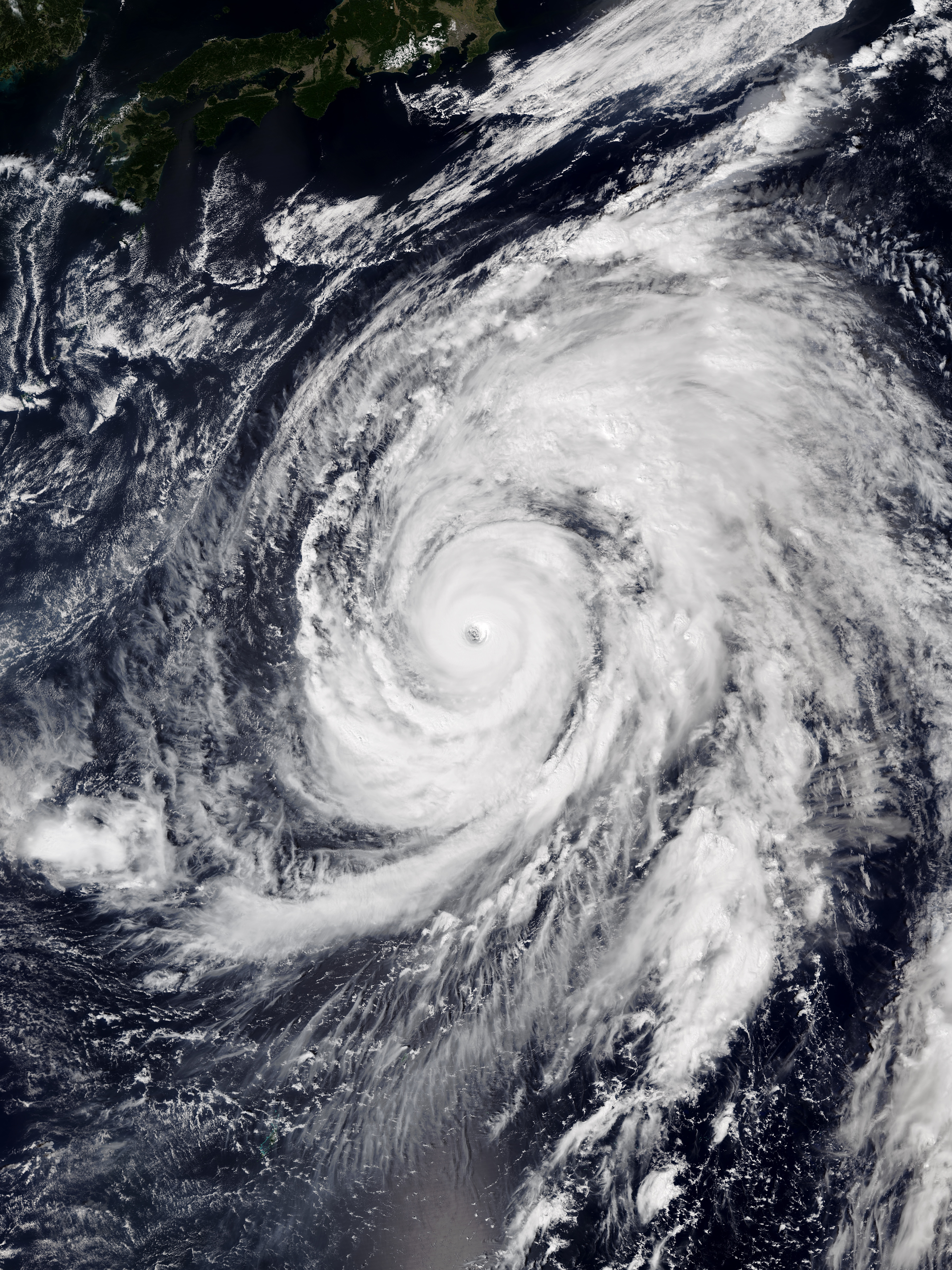
Hagibis khi đạt đỉnh lần hai vào sáng 9/10

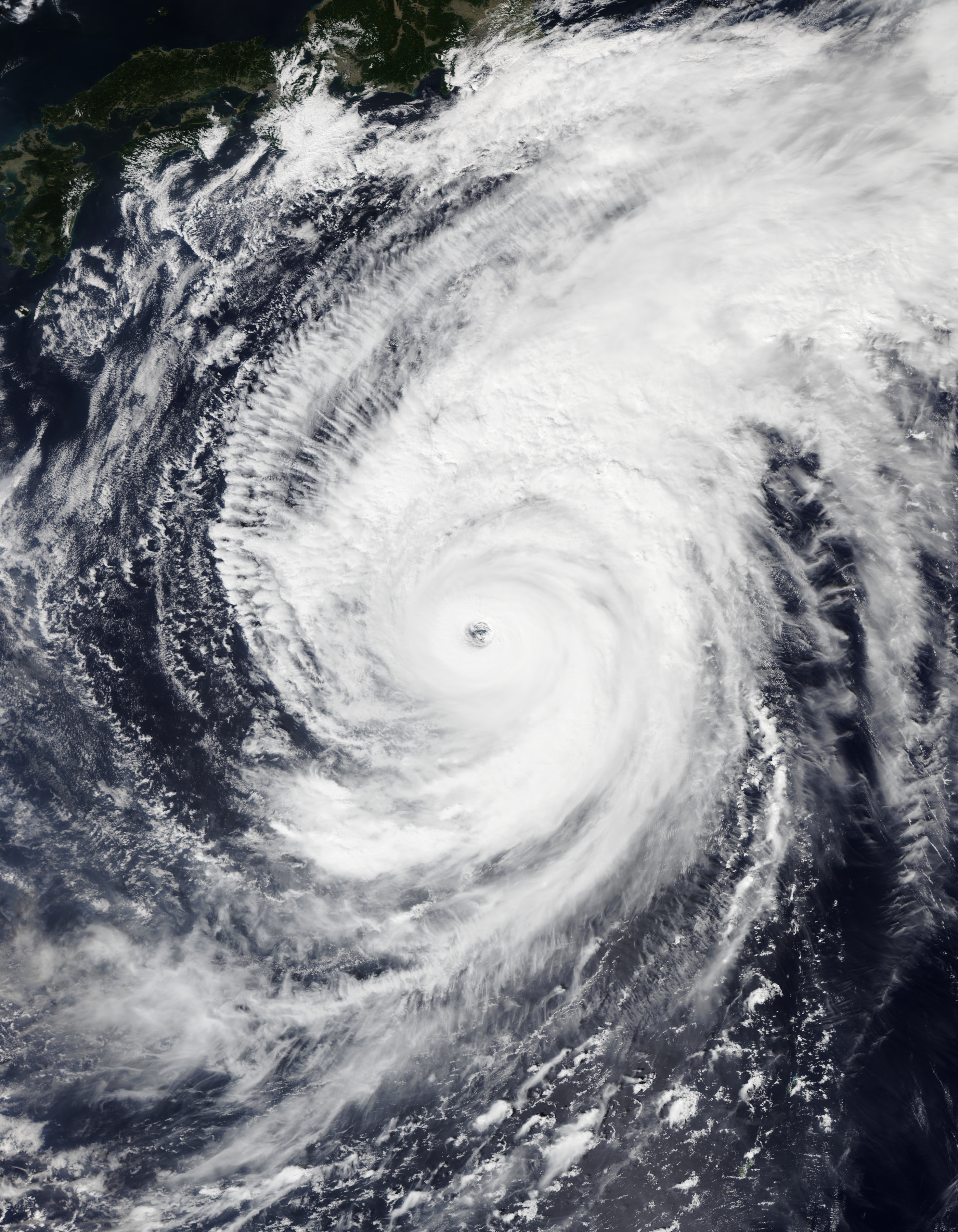
Hagibis khi đang duy trì cường độ cực đại lần hai vào sáng 10/10, sắp trở thành xoáy thuận ngoài nhiệt đới